# Juliette Lewis
Juliette Lewis (Los Ángeles, 21 de junio de 1973) es una actriz y cantante estadounidense.

## Biografía
Su padre era el actor Geoffrey Lewis (1935-2015) y su madre, Glenis Batley, es una diseñadora gráfica. Tenía dos años cuando sus padres se divorciaron.

### Primeros papeles
Actuó en la exitosa serie de televisión Aquellos maravillosos años, con el personaje de Delores, novia de Wayne Arnold, hermano del protagonista.
A los 14 años obtuvo un papel en la serie cómica I Married Donna y dejó el colegio. En 1988 formó parte del reparto de Mi novia es una extraterrestre, de Richard Benjamin, junto a Kim Basinger y Dan Aykroyd.

### Apogeo en el cine
En 1991 se dio a conocer gracias a la cinta El cabo del miedo, adaptación de Martin Scorsese, por la que obtuvo una nominación a los Golden Globes y al Óscar en la categoría de mejor actriz de reparto. Fue el inicio de una larga carrera cinematográfica en la que destacan películas como Kalifornia; Maridos y mujeres de Woody Allen; Asesinos natos, de Oliver Stone; la futurista Días extraños, dirigida por Kathryn Bigelow y producida por James Cameron; y Abierto hasta el amanecer, de Robert Rodriguez.

### Música y otros trabajos
Además de actuar, también formó una banda de rock llamada Juliette and the Licks, un cuarteto integrado por la propia Juliette Lewis como vocalista, Todd Morse en la guitarra, Jason Womack en el bajo y Ed Davis en la batería. Lewis colaboró con The Prodigy en su CD de 2004 Always Outnumbered, Never Outgunned, cantando y escribiendo varias estrofas para tres canciones de ese álbum ("Spitfire", "Get Up Get Off", and "Hot Ride"), hasta 2009, cuando crea una nueva banda llamada Juliette and the New Romantiques, que a la fecha viene teniendo éxito gracias al buen despliegue de Juliette.
Apareció en la temporada 5 episodio 2 de RuPaul's Drag Race como jueza "superespecial" junto a Kristen Johnston.
Lewis hizo una aparición en el videojuego Grand Theft Auto IV, realizando la voz de Juliette, locutora de la emisora de radio ficticia 'Radio Broker', en donde también se puede oír un remix de su canción 'Inside the Cage'.
También participó en el vídeo de la banda finlandesa HIM donde interpreta el papel protagonista de Buried Alive by Love del disco Love Metal.

## Vida privada
Juliette Lewis fue pareja del actor Brad Pitt entre 1991 a 1993. El 9 de septiembre de 1999 se casó con Steve Berra, patinador profesional, y en 2003 se divorciaron. Fue pareja de Leonardo DiCaprio, pero no fue públicamente vista ni tampoco confirmado (juntos filmaron la película ¿A quién ama Gilbert Grape?, en 1993).

## Filmografía

### Cine
| Año  | Título                                     | Papel            |
| ---- | ------------------------------------------ | ---------------- |
| 1988 | Mi novia es una extraterrestre             | Lexie            |
| 1989 | National Lampoon's Christmas Vacation      | Audrey           |
| 1989 | The Runnin' Kind                           | Amy Curtis       |
| 1989 | Meet the Hollowheads                       | Cindy Hollowhead |
| 1990 | Demasiado joven para morir                 | Amanda           |
| 1991 | Cape Fear                                  | Danielle Bowden  |
| 1991 | Crooked Hearts                             | Cassie           |
| 1992 | Aquella noche                              | Sheryl O'Connor  |
| 1992 | Husbands and Wives                         | Rain             |
| 1993 | ¿A quién ama Gilbert Grape?                | Becky            |
| 1993 | Romeo Is Bleeding                          | Sheri            |
| 1993 | Kalifornia                                 | Adele Corners    |
| 1994 | Un día de locos                            | Gracie           |
| 1994 | Natural Born Killers                       | Mallory Knox     |
| 1995 | Días extraños                              | Faith Justin     |
| 1995 | The Basketball Diaries                     | Diane Moody      |
| 1996 | La fuerza del cariño, la historia continúa | Melanie Horton   |
| 1996 | From Dusk Till Dawn                        | Kate Fuller      |
| 1998 | Some Girl                                  | April            |
| 1999 | The 4th Floor                              | Jane Emelin      |
| 1999 | The Other Sister                           | Carla            |
| 2000 | Una cama a cualquier precio                | Linda            |
| 2000 | Secuestro infernal                         | Robin            |
| 2001 | Picture Claire                             | Claire Beaucage  |
| 2001 | Tardes de Gaudí                            | April            |
| 2002 | Nunca más                                  | Ginny            |
| 2003 | Cold Creek Manor                           | Ruby             |
| 2003 | Old School                                 | Heidi            |
| 2004 | Starsky y Hutch                            | Kitty            |
| 2004 | Blueberry, la experiencia secreta          | Maria Sullivan   |
| 2005 | Daltry Calhoun                             | Flora Flick      |
| 2005 | Aurora Borealis                            | Kate             |
| 2006 | Catch and Release                          | Maureen          |
| 2006 | Grilled                                    | Suzanne          |
| 2006 | Darwin Awards, muertes de risa             | Joleen           |
| 2006 | Lightfield's Home Videos                   | Sin confirmar    |
| 2009 | Whip It                                    | Iron Maven       |
| 2009 | Metropía                                   | Nina             |
| 2010 | Due Date                                   | Heidi            |
| 2010 | Betty Anne Waters                          | Roseanna Perry   |
| 2010 | The Switch                                 | Debbie           |
| 2010 | Sympathy for Delicious                     | Ariel Lee        |
| 2011 | Foreverland                                | Vicky            |
| 2011 | Hick                                       | Tammy            |
| 2013 | August: Osage County                       | Karen Weston     |
| 2013 | Open Road                                  | Jill             |
| 2013 | Happy New Year 2013! With Juliette Lewis   | Juliette Lewis   |
| 2014 | Kelly & Cal                                | Sin confirmar    |
| 2014 | Hellion                                    | Pam              |
| 2016 | Nerve                                      | Nancy            |
| 2019 | MA                                         | Erica            |
| 2020 | Mayday                                     | June             |
| 2021 | Breaking news in Yuba country              | Glora Michaels   |

### Televisión
| Año           | Título                     | Papel                      | Notas                              |
| ------------- | -------------------------- | -------------------------- | ---------------------------------- |
| 1987          | Home Fires                 | Maty                       | Película para televisión           |
| 1989          | The Facts of Life          | Terry Rankin               | 2 episodios                        |
| 1989          | I Married Dora             | Kate Farrell               | 13 episodios                       |
| 1989-1990     | The Wonder Years           | Delores                    | 3 episodios                        |
| 1990          | A Family for Joe           | Holly Bankston             | 9 episodios                        |
| 1990          | Demasiado joven para morir | Amanda Sue Bradley         | Película para televisión           |
| 2001          | Dharma y Greg              | September                  | 1 episodio                         |
| 2001          | My Louisiana Sky           | Dorie Kay                  | Película para televisión           |
| 2002          | Ciegas de amor             | Beth                       | Película para televisión           |
| 2003          | Free for All               | Paula Wisconsin            | 7 episodios                        |
| 2004          | Libertad                   | Libby                      | Película para televisión           |
| 2006          | Me llamo Earl              | Jesse, la cazarrecompensas | Episodio: "The Bounty Hunter"      |
| 2010          | Memphis Beat               | Cleo Groves                | Episodio: "Baby, Let's Play House" |
| 2011          | Shit Girls Say             | Novia                      |                                    |
| 2012          | La tapadera (The Firm)     | Tammy                      | 22 episodios                       |
| 2013          | Portlandia                 | Darcy                      | Episodio: "Squiggleman"            |
| 2014          | Wayward Pines              | Beverly                    | Episodio: "Where Paradise Is Home" |
| 2015-2016     | Secrets & Lies             | Andrea Cornell             | 22 episodios                       |
| 2018          | Camping                    | Jandice                    | 8 episodios                        |
| 2018-2019     | The Conners                | Blue                       | 3 episodios                        |
| 2019          | The Act                    | Stephanie Godejohn         | Episodio: "Bonnie & Clyde"         |
| 2020          | Sacred Lies                | Harper                     | 10 episodios                       |
| 2020          | La innegable verdad        | Needra Frank               | 2 episodios                        |
| 2021-presente | Yellowjackets              | Natalie "Nat" Scatorccio   | Elenco principal                   |
| 2022          | Queer as Folk              | Judy                       | Elenco recurrente, 5 episodios     |
| 2022          | Welcome to Chippendales    | Denise                     | Miniserie                          |

## Discografía
- ...Like a Bolt of Lightning (2004)
- You're Speaking My Language (2005)
- Four on the Floor (2006)
- Terra Incognita (2009)
- Future Deep - Seven Songs E.P - (2016)

## Premios y nominaciones
Lewis fue nominada al Premio Óscar y al Globo de Oro en la categoría de mejor actriz de reparto por su papel en Cape Fear (1991).
También fue nominada a un Premio Razzie como "Peor actriz de reparto" por su actuación en The Other Sister (2000).
Premios Óscar
| Año  | Categoría               | Trabajo nominado | Resultado |
| ---- | ----------------------- | ---------------- | --------- |
| 1992 | Mejor actriz de reparto | Cape Fear        | Nominada  |

Premios Globos de Oro
| Año  | Categoría               | Trabajo nominado | Resultado |
| ---- | ----------------------- | ---------------- | --------- |
| 1992 | Mejor actriz de reparto | Cape Fear        | Nominada  |

Premios Independent Spirit
| Año  | Categoría               | Trabajo nominado     | Resultado |
| ---- | ----------------------- | -------------------- | --------- |
| 2002 | Mejor actriz de reparto | Hysterical Blindness | Nominada  |

Premios Primetime Emmy
| Año  | Categoría                                       | Trabajo nominado        | Resultado |
| ---- | ----------------------------------------------- | ----------------------- | --------- |
| 2003 | Mejor actriz de reparto - miniserie o telefilme | Hysterical Blindness    | Nominada  |
| 2023 | Mejor actriz de reparto - miniserie o telefilme | Welcome to Chippendales | Pendiente |